# Yuji Goto
Yuji Goto (後藤 裕司 Goto Yuji?), född 20 augusti 1985 i Gifu prefektur, är en japansk före detta fotbollsspelare.
Goto började sin karriär 2004 i Yokohama F. Marinos. 2007 flyttade han till FC Gifu. Han avslutade karriären 2007.